# Himesháza
Himesháza – wieś i gmina w południowej części Węgier, w pobliżu miasta Mohacz (węg. Mohács).
Miejscowość leży na obszarze Wielkiej Niziny Węgierskiej, w pobliżu granicy serbskiej. Administracyjnie należy do powiatu Mohács, wchodzącego w skład komitatu Baranya.
W skład gminy Himesháza wchodzi wieś Himesháza, stanowiąca główne skupisko osadnicze oraz pewna liczba nienazwanych przysiółków i pojedynczych domów.

## Osoby urodzone w miejscowości[1]
- Lajos Csuha – muzyk
- Norbert Michelisz – kierowca wyścigowy